# Euporie (vệ tinh)
Euporie /ˈjuːpəriː/, hay còn được gọi là Jupiter XXXIV là một vệ tinh tự nhiên của sao Mộc. Euporie được phát hiện bởi một nhóm các nhà thiên văn học đến từ Đại học Hawaii do Scott S. Sheppard dẫn đầu vào năm 2001, và tên được chỉ định tạm thời là S/2001 J 10.
Euporie có đường kính khoảng 2 km và quay quanh Sao Mộc ở khoảng cách trung bình 19.088 mm trong 538,780 ngày, với một độ nghiêng 145 ° so với mặt phẳng hoàng đạo (145 ° đến xích đạo của sao Mộc), nghịch hướng và với độ lệch tâm của 0,144.
Vệ tinh này được đặt tên là Euporie vào tháng 8 năm 2003, theo tên của một nữ thần của sự phong phú, giàu có của Hy Lạp và là một trong những Horae trong thần thoại Hy Lạp (và là con gái của thần Zeus). Euporie thuộc về nhóm Ananke.